# 東都甲村
東都甲村（ひがしとごうむら）は、大分県西国東郡にあった村。現在の豊後高田市の一部にあたる。

## 地理
国東半島の西部、都甲川の上流域に位置していた。
- 山岳：屋山（八面山）[2]

## 歴史
- 1889年（明治22年）4月1日、町村制の施行により、西国東郡新城村、梅木村、加礼川村、一畑村が合併して村制施行し、東都甲村が発足[1][2]。旧村名を継承した新城、梅木、加礼川、一畑の4大字を編成[2]。
- 1951年（昭和26年）4月1日、西国東郡高田町、草地村、河内村、西都甲村と合併し高田町が存続して廃止された[1][2]。

## 産業
- 農業、畜産、薪炭[2]